# Eunemorilla paralis
Eunemorilla paralis är en tvåvingeart som först beskrevs av Henry J. Reinhard 1944.  Eunemorilla paralis ingår i släktet Eunemorilla och familjen parasitflugor. Inga underarter finns listade i Catalogue of Life.